# Míčov-Sušice
Míčov-Sušice é uma comuna checa localizada na região de Pardubice, distrito de Chrudim.